# Aknīste (novads)
Aknīste (en letton : Aknīstes novads) est une ancienne municipalité de la région de Sélonie en Lettonie, dont le chef-lieu était Aknīste.

## Géographie
La municipalité s'étendait sur 284,72 km2 dans le sud-est de la Lettonie et était bordée au sud par la frontière lituanienne.
La municipalité était formée des localités d'Akniste, Aknīste pagasts, Asare pagasts et Gārsene pagasts.

## Histoire
La municipalité a été formée en 2009 en fusionnant la ville d'Aknīste avec ses territoires environnants. 
Le 1er juillet 2021, à la suite d'une réforme administrative et territoriale, elle est supprimée et rattachée à la municipalité de Jēkabpils.

## Démographie
La population s'élevait à 3 303 habitants en 2012 et 2 546 habitants en 2021pour une superficie de 285 km2.